# ネコ (コートジボワール)
ネコ (Néko) は、コートジボワール南部の村である。ゴー＝ジブア地方下ジブア州ラコタ県ラコタ地区に所在している。
ネコは、かつてはコミューンの地位を持っていたが、2012年3月に全国で1126のコミューンが一斉に廃止された際に、その1つとして廃止された。
ネコは、内相などを務めたエミール・ボガ・ドゥドゥ（1952年 - 2002年）の出身地としても知られている。

## 事件
2015年11月8日の夜、村内の区域であるデュラボゴ (Dioulabougou) で、私的な争いをきっかけに、放火を含む大規模な襲撃が行われ、大きな被害が出た。これを受けて2015年11月11日国際連合難民高等弁務官事務所が家を失ったネコの人々に向けに数百のテントを手配するなどの活動が行われた。